# Precious Wilson
Precious Wilson (ur. 18 października 1957 w Spanish Town na Jamajce) – brytyjska piosenkarka pop, r&b i disco.
W latach 1974-1979 wokalistka grupy Eruption, następnie do 1993 artystka solowa.

## Dyskografia solowa
- We Are On the Race Track (1980)
- Funky Fingers (1983)
- Precious Wilson Jive Records (1986)